# 天網（國際集團）
天網（國際集團）控股有限公司，簡稱天網（國際集團）控股，以及天網（國際集團）（英語：SKYNET (INTERNATIONAL GROUP) HOLDINGS LIMITED，港交所除牌時0577.HK），於1999年10月28日，由友暉雲石（集團）有限公司更名而來，前身為「聯暉動力（集團）有限公司」。
當時經營「股壇狙擊」和「HKCYBER日報」科網，最後因為過度投資失利，故此出售給現時為保華集團有限公司主要股東，2005年1月28日，更名為保華建業集團有限公司。

## 連結
- pyengineering.com（页面存档备份，存于）